# 救いの光教団
救いの光教団（すくいのひかりきょうだん）は、1972年8月1日に設立した日本の宗教法人。教祖（明主）は岡田茂吉、代表者（光守）は大沼祐子。

## 概要
1972年8月1日、世界救世教から「宗教法人 神成教会」として独立。
1974年6月15日、「宗教法人 救いの光教団」に改称。

## 教義
- 3つの救い（浄霊、自然農法、芸術）[2]

## 拠点
- 東京本部（東京都世田谷区北沢）
- 須玉総本部（山梨県北杜市須玉町若神子）

## 運営施設
- 光臨殿 岡田茂吉博覧館（旧名：須玉美術館。1998年4月18日開設）[2][3]